# Klaus Schüler (Politiker)
Klaus A. Friedrich Schüler (* 18. März 1957 in Köln) ist ein ehemaliger deutscher Politiker (CDU). Er war von März 2007 bis Juni 2019 Bundesgeschäftsführer der CDU.

## Leben
Nach dem Abitur 1976 studierte Schüler Geschichte und Englische Philologie an der Universität zu Köln. 1983 legte er das Staatsexamen ab, 1986 promovierte er über das Thema „Logistik im Russlandfeldzug: die Rolle der Eisenbahn bei Planung, Vorbereitung und Durchführung des deutschen Angriffs auf die Sowjetunion bis zur Krise vor Moskau im Winter 1941/42“.
Ab 1987 war er Referent für Grundsatzfragen und Pressearbeit beim Innensenator in Berlin, ab 1989 Referent für Grundsatzfragen beim Regierenden Bürgermeister von Berlin in der Senatskanzlei.
1989 trat er in die CDU ein. Von 1989 bis zum CDU-Wahlsieg in Schleswig-Holstein Anfang 2005 war er in der Bundesgeschäftsstelle der CDU im Konrad-Adenauer-Haus tätig, zunächst noch in Bonn, anschließend in Berlin. Unter anderem war er dort unter dem früheren CDU-Bundesgeschäftsführer Willi Hausmann Büroleiter, Hauptabteilungsleiter Personal und Verwaltung, Leiter der Stabsstelle Strategische Planung und Beauftragter für die Bund-Länder-Koordination bei mehreren Wahlkämpfen der Union.
Zum 27. April 2005 wurde er schleswig-holsteinischer Staatssekretär und Bevollmächtigter dieses Landes beim Bund. Schüler war in dieser Funktion auch stellvertretendes Mitglied der deutsch-französischen und der deutsch-russischen Freundschaftsgruppe im Bundesrat sowie Mitglied des ZDF-Fernsehrates.
2007 wurde Schüler als Nachfolger von Johannes von Thadden zum Bundesgeschäftsführer der CDU ernannt.
Seit 2007 ist Schüler Mitglied des RTL-Programmausschusses.
Ab Februar 2009 übernahm Schüler den Vorsitz des Campaign Managers Committee der Internationalen Demokratischen Union (IDU).
Am 13. Mai 2019 gab Schüler bekannt, er wolle seinen Vertrag als CDU-Bundesgeschäftsführer auflösen und zum Chemiekonzern Lanxess wechseln. Am 1. Juli 2019 gab er schließlich sein Parteiamt auf.
Er ist römisch-katholisch, verheiratet und hat ein Kind.